# Jaume Cristau i Brunet
Jaume Cristau i Brunet (Figueres, Alt Empordà, 11 de febrer de 1940) és instrumentista de contrabaix, compositor de sardanes i director de cobla.
Era fill d'Enric Cristau, de Figueres, i de Magdalena Brunet, de Roses. Va néixer al carrer de Monturiol, en una casa habilitada per a hospital. Casat amb
Maria Dolors García Bofill, de Palamós, el matrimoni ha tingut dos fills, Montserrat i Jordi, els quals també s'han dedicat a la música. S'inicia musicalment de la mà de mossèn Albert, relació que li va permetre el contacte directe amb el cant gregorià que influiria posteriorment en les seves composicions. I prosseguí amb mestres com Camil·la Lloret, Florenci Mauné, Enric Sans, Ferran Sala, Arseni Corsellas, Eusebi Saló, Pitu Vallespir i Francesc Basil, a qui el biografiat admira profundament. Estudià al Conservatori del Liceu, de Barcelona, amb Lluïsa Nadal.
Ha format part com a cantant, violí i flabiol de la Cobla Catalunya (Bordils, 1957), Participa com a guitarra, contrabaix i cantant als conjunts Francisco Mas (1961-1970), Rob-Roy’s (Palamós, 1963-1964), és director (1971-1974) de la cobla La Caravana, Empordà Fusió (1995) i la cobla-Orquestra Valsar (Girona, 1956). L'any 1975 va fundar i dirigir la seva pròpia orquestra, la Miramar (1975-1995),, en la que tocava el contrabaix, baix elèctric i feia les veus. Actualment forma part del grup d'havaneres Grup Terra Endins (Cançó catalana i marinera). També va exercir molts anys com a director de l'escola de Música del Casino Menestral Figuerenc, i membre del Consell Assessor del Departament de Cultura de la Generalitat de Catalunya.
Al set anys comença a estudiar violí i uns anys més tard començà a estudiar contrabaix. Un dels que més li va influir va ser el mestre de contrabaix
Ferran Sala (contrabaix solista del Liceu, de l'orquestra Ciutat de Barcelona i director de la Jove Orquestra Nacional d'Espanya). Ha format part de diverses formacions musicals 
Segons el biografiat, els compositors han de tenir un percentatge d'ofici, un altre de fantasia i la resta de treball autodidacte. Els compositors han de ser somniadors de somnis. La seva voluntat és ser un home de la terra que fa música per a la gent de la terra, amb un peu al segle X i un altre al segle XXI. En el camp de la composició sardanista ha sobresortit per haver aconseguit molts premis, essent un dels compositors més guardonats de Catalunya. És autor de més de dues-centes cinquanta sardanes, ha compost també obres de música de cobla, de música de cambra i peces per a ser interpretades amb instruments tradicionals. El seu estil, influït pels gèneres populars, s'aparta dels cànons clàssics. La sardana A Palmira ha estat emprada per alguns músics de l'SPME (Sindicat Professional de Músics d'Espanya), que la utilitzen com a model per parlar de l'harmonia, el contrapunt i la melodia.

## Amb el pseudònim J.A.E. ha escrit les sardanes
- La Font Nova,
- Gentil ofrena,
- Sardanes a Sant Pau,
- Vila marinera.

## Sardanes premiades
- Heralds de la Reial Vila (Figueres, 3r Premi 700 anys Carta Pobla, 1967),
- Lloretenca i Girona segle XX (Concurs experimental A.C.F. Barcelona, 1970),
- La pubilla cantora (Olot, 1968),
- Lloret a mossèn Cinto (Lloret, 1975),
- Himne a Lloret (Diada de la Sardana, 1976),
- La Unió del Masrampinyo (Diada de la Sardana, 1977),
- Formosa Saraí (finalista Joaquim Serra, 1977),
- Sant Pere del Bosc (Alba de Prima, 1978),
- Lloret i el mestre Basil (Lloret, 1978),
- Nostra ofrena (Sardana de l'Any, 1978),
- Llafranc (finalista Joaquim Serra, 1979),
- L'honor d'una amistat (Joaquim Serra, 1980),
- Amic Conrad (Joaquim Serra, 1981),
- A Palmira (premi Centenari Banc de Sabadell, 1981),
- Navata (Joaquim Serra, 1983),
- Sant Feliu de la Costa Brava (Lleida, 1984),
- Festa de Pasqua a Ivars (Ivars d'Urgell, 1984),
- El ressò de Pau Casals (SGAE, 1984),
- Sant Jaume a Tivissa (La Bisbal, 1985),
- El ressò de les Guilleries (Banyoles, 1986),
- A Tordera (Tordera, 1988),
- Visca la música (Premi Ivars d'Urgell, 1992),
- Un brot de ginesta (Premi Joaquim Serra, 1999) dedicada a la primera neta,
- Clam per Sant Jordi (Badalona,2005),
- El Farandulet (SGAE),
- Xamosa Clàudia (2006) dedicada a la seva segona neta,
- Santgregoriana (2006),* D'Amer «amarats» de música (Amer, 2006), memorial Pere Fontàs,
- Pere Fontàs en la memòria (Amer, 2006), memorial Pere Fontàs,
- La vall del riu Brujent (Amer, 2008), memorial Pere Fontàs,
- Rotllanes de violetes (2007),
- Cala Senia (2007),
- A Pujol Boira (2007),
- Rotllanes de violetes (2007), memorial Fèlix Martínez Comín de Girona,
- Pujols de Badalona (Badalona, 2007),
- L'Alba de les violetes (2008), memorial Fèlix Martínez Comín de Girona,
- Elegia a Puigferrer (la Bisbal, 2008),
- Conrad Saló o l'art per la música, (la Bisbal, 2008)
- Una rosa per Amer (Amer, 2008), memorial Pere Fontàs,
- Les violetes en dansa (2009), memorial Fèlix Martínez Comín de Girona,
- Pau més Garreta (2008),
- De Ca l'Espelt, ses vinyes! (2009),
- A Valentí Miserachs (Amer, 2012), memorial Pere Fontàs,
- Rosa de tardor (Ceret, 2011).

## Composicions per a cobla
- La Pastora del Canigó (1967),
- Suite en sol Op.1 (1981-82),
- Pinzells de Tramuntana (1984),
- Peralada 1985 (1985)
- Impressions marineres (Lleida, 1988),
- La Ventafocs (1995) va ser premiada a Banyoles l'any 1995,
- Bernat de Tallaferro (1998),
- Cançó del Rabadà (1992),
- Enyorament de Catalunya (2002) amb lletra de Montserrat Vayreda,
- Goja de Banyoles (2002), amb lletra de mossèn Cinto Verdaguer, va obtenir exaequo el 1r. premi del Centenari Verdaguer,
- Na Mercadera (2006-2007),
- Quermançó (2006-2007).

## Composicions per a música de cambra
- Crisal·lida per a flauta i piano, dedicada a Cecília Reguero;
- Impressions coloristes;
- Cançó i Dansa per en Tomeu;
- dos trios per a flauta, violoncel i violí;
- Balada per a unes noces, per a violoncel i piano;
- El violoncel d'en Ramon, per a violoncel i cobla.
- Nana per a un infant, 1984).

## Composicions per a cant, cant coral o grup de cambra
- Cançons a Eurídice (1969), amb lletra d'Esteve Albert i Corp,
- Cançons musicades (1970-1971) amb lletra de Josep Carner,
- Cançons a la mar (1985) amb lletra de Montserrat Vayreda i altres,
- Clam per la Pau (2003) per Metalquimia,
- Cantaire d'havaneres (2006-2007),
- Fantasia Clàssica (2007) peça estrenada als Estats Units pel contrabaixista Josep Quer.

Guardonat en diversos certàmens de composició, algunes de les seves sardanes més representatives són:
- Navata (Premi Joaquim Serra),
- Albada empordanesa (Premi Sardana de l'Any),
- Formosa Sarai,
- Nostra ofrena,
- Figueres a Pep Ventura,
- L'honor d'una amistat,
- Cavall Bernat,
- A Palmira.
- Terra i Mar (1958),
- Sant Vicenç finestral del Montserrat,
- Ballada entreels pins,
- La barretina d'en Dalí,
- A Ramon Serrat,
- Aquell tren de l'aplec,
- Sant Carles de la Ràpita,
- El Sol de Vilamajor,
- La cançó de Garriguella,
- Gala,
- Nineta maca (1963),
- Ginesta i romaní (1979) dedicada als seus fills, Montserrat i Jordi, Peralada (1984),
- Pinzells de tramuntana (1984),
- Vila de Lladó (1988) amb lletra de Montserrat Vayreda,
- Un guixolenc més (2007) dedicada a Langdon Davis.

Ha estat distingit amb el "Premi Indiketa" pel Consell Comarcal de l'Alt Empordà (Figueres, 1999). Ha estat guardonat amb un dels accèssits del premi anual de l'SGAE (Sociedad General de Autores Españoles), per la sardana dedicada a la seva segona neta Xamosa Clàudia (2006). L'Associació Sardanista de la Vall de Llémena i l'Ajuntament de Sant Gregori, en el primer concurs convocat de composició de sardanes, el van premiar amb el segon premi i el premi popular per la sardana Santgregoriana (2006). La Colla Sardanista Violetes del Bosc dona un premi anual i va estar guardonat amb el tercer per Rotllanes de violetes (2007), en el certamen de sardanes Ceret-Banyoles (2007) va estar mereixedor d'un quart i cinquè premi per Cala Senia i A Pujol Boira.
i la De Ca l'Espelt, ses vinyes! va obtenir el primer premi atorgat per la Unió de Colles Sardanistes (UCS, 2009). L'any 2008 es va endur el premi de la Societat General d'Autors i Editors (SGAE) de Sardanes, dotat amb 3.000 euros, per la sardana Pau més Garreta; i els anys 2006 i 2008 va ser premiat al concurs de composició d'Amer "Memorial Pere Fontàs".
Actualment disposa de més de mil registres a la Societat General d'Autors i Editors (SGAE), entre els quals figuren més de tres-centes sardanes compostes des de l'edició del Diccionari biogràfic de l'Alt Empordà (2009). El 2011 la col·lecció «Sardanes d'Or» dedica el CD número 24 a Jaume Cristau i presenta tretze sardanes d'aquest compositor. Ha gravat diversos CD de sardanes: Des de l'Empordà: 14 de les darreres sardanes d'en Jaume Cristau (2013), De tu a tu, amb set sardanes del mestre Mauné i set de Jaume Cristau (2014), La Principal de la Bisbal interpreta Cristau (2015) i Aires gironins, amb quinze sardanes (2016). El 2016 va gravar el tercer disc d'havaneres, 40+, amb el grup Terra Endins, per celebrar els seus quaranta anys d'existència. El mes d'octubre de l'any 2010, al Teatre El Jardí de Figueres va tenir lloc el concert homenatge dedicat a la seva trajectòria professional, i el 2011 el va homenatjar l'Agrupació Sardanista de Tossa. L'alcalde de Barcelona li va atorgar la Medalla al Mèrit Musical el 2013. L'any 2015 va rebre el Premi Memorial Francesc Candel per la seva trajectòria i per haver compost la cantata Si el món voleu canviar per a l'homenatge de la cultura popular a Paco Candel pel cinquantè aniversari del llibre Els altres catalans. El món sardanista de Tiana li va fer un homenatge el 2016.
El seu fill Jordi Cristau García també és compositor de sardanes.